# Takako Okamura
Pour les articles homonymes, voir Okamura.
 (octobre 2020).
Si vous disposez d'ouvrages ou d'articles de référence ou si vous connaissez des sites web de qualité traitant du thème abordé ici, merci de compléter l'article en donnant les références utiles à sa vérifiabilité et en les liant à la section « Notes et références ».
Takako Okamura (岡村孝子, Okamura Takako), née le 29 janvier 1962, est une chanteuse japonaise. Elle débute, en 1982, dans le duo folk Aming, avec un premier single Matsu-wa qui est un tube au Japon. Le duo se sépare en 1984, et Okamura continue en solo avec succès à partir de 1985. Elle sort une quinzaine d'albums originaux et une trentaine de singles jusqu'en 2006, après quoi elle met sa carrière solo en pause, et reforme le duo Aming en 2007 à l'occasion de son 25e anniversaire.

## Discographie

### Albums
- 1985 : 夢の樹
- 1986 : 私の中の微風
- 1987 : liberté
- 1988 : SOLEIL
- 1989 : Eau Du Ciel （天の水）
- 1990 : Kiss -à côté de la mer-
- 1991 : Chou-fleur
- 1992 : mistral
- 1993 : 満天の星
- 1994 : SWEET HEARTS
- 1996 : BRAND-NEW
- 2000 : Reborn
- 2003 : TEAR DROPS
- 2005 : Sanctuary
- 2006 : 四つ葉のクローバー